# Pavona cactus

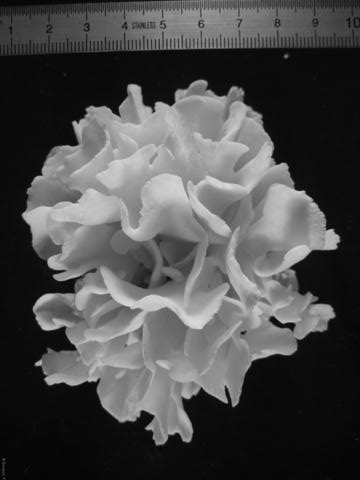
Corallum de colonia de Pavona cactus.

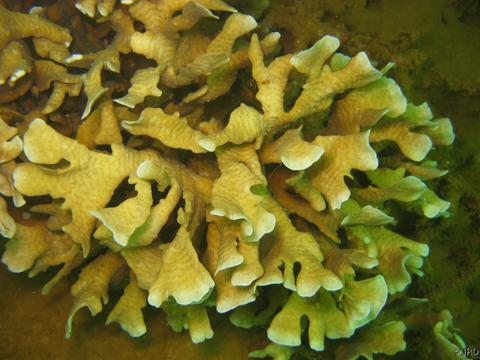
Colonia de Pavona cactus in situ, Nueva Caledonia.

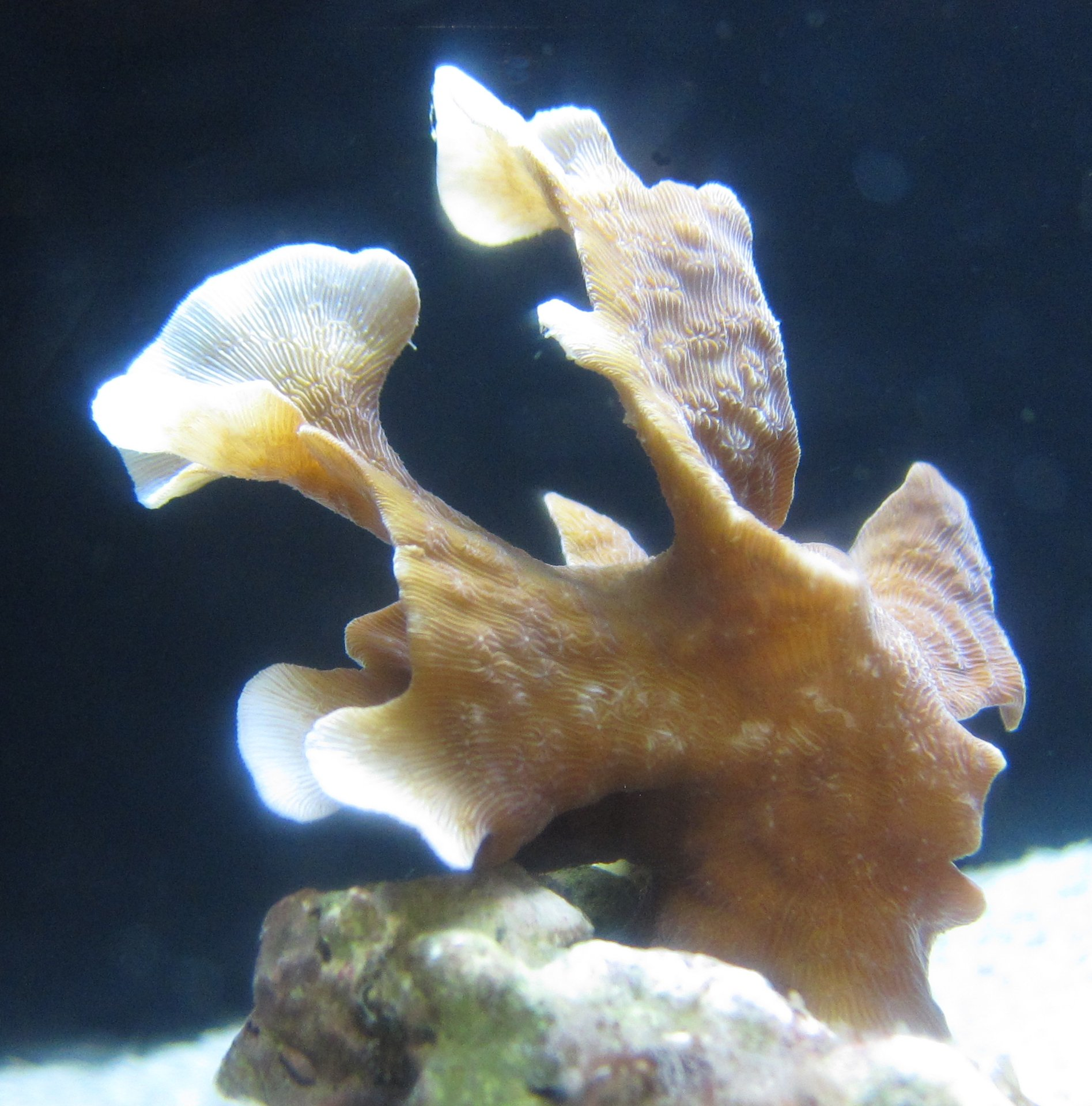
Pavona cactus en el acuario de Waikiki.

Pavona cactus  es una especie de coral de la familia Agariciidae, y pertenece al grupo de los corales duros, orden Scleractinia.
Es un coral hermatípico, por lo que, tras la muerte del coral, su esqueleto contribuye a la generación de nuevos arrecifes en la naturaleza.

## Morfología
Colonias compuestas por frondas delgadas, de no más de 4-5 mm de grosor, contorsionadas, y bifaciales, que se disponen a un lado y otro de las expansiones foliares; pudiendo tener las bases de las ramas espesas. Esta especie solo presenta esta forma de crecimiento, lo que puede determinar que solo pueda estar presente en hábitats específicos. Los coralitos son finos, superficiales, y están ordenados en hileras irregulares paralelas a los márgenes de la fronda, separadas por 3 o 4 mm. Los septos tienen menos de 1 mm de diámetro, y están dispuestos al ras de la superficie del corallum.

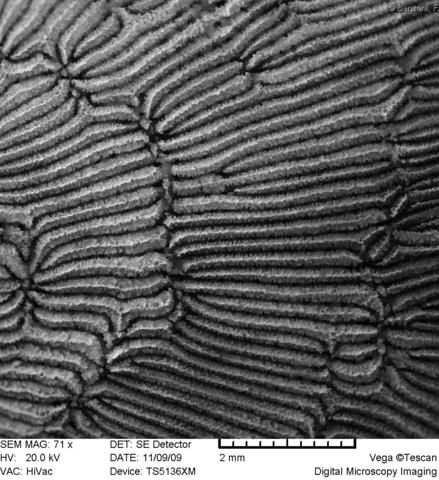
Vista de coralitos en el corallum de Pavona cactus, mediante microscopio digital a 71x aumentos.

Los pólipos se expanden solo por la noche. De color café pálido a café verdoso y, en ocasiones, presentan el margen blanco. 
La tasa promedio de crecimiento de esta especies es de 3.6 ± 0.1 mm/30 días. Las colonias alcanzan los 10 metros, en aguas turbias protegidas del oleaje.

## Hábitat y distribución
Es una especie común. Se encuentra generalmente en lagunas y sobre llanuras arrecifales, especialmente en arrecifes de borde y en lagunas protegidas de la acción de las olas. Su rango de profundidad está entre los 3 y 20 m. Se han localizado en un rango de temperatura entre 25.48 y 28.86 °C.
Es una especie que da refugio y protección a invertebrados marinos y peces. Existen estudios acerca de su fácil trasplante, su alta resistencia y baja tasa de mortalidad.
Su distribución geográfica comprende las aguas tropicales del océano Indo-Pacífico, desde África oriental, incluido el mar Rojo, hasta el Pacífico central. Es especie nativa de Arabia Saudí, Australia, Baréin, Birmania, Camboya, Cocos, Comoros, islas Cook, Egipto, Emiratos Árabes Unidos, Eritrea, Filipinas, Fiyi, India, Indonesia, Irán, Irak, Israel, Japón, Jordania, Kenia, Kiribati, Kuwait, Madagascar, Malasia, Maldivas, islas Marianas del Norte, islas Marshall, isla Mauricio, Mayotte, Micronesia, Mozambique, isla Navidad, Nauru, Niue, Nueva Caledonia, Omán, Pakistán, Palaos, Papúa Nueva Guinea, Polinesia, Catar, Reunión, Samoa, islas Salomón, Seychelles, Singapur, Somalia, Sri Lanka, Sudán, Taiwán, Tailandia, Tanzania, Tokelau, Tonga, Tuvalu, Vanuatu, Vietnam, Wallis y Futuna, Yemen y Yibuti.

## Alimentación
Los pólipos contienen algas simbióticas; mutualistas, ambos organismos se benefician de la relación, llamadas zooxantelas. Las algas realizan la fotosíntesis produciendo oxígeno y azúcares, que son aprovechados por los pólipos, y se alimentan de los catabolitos del coral, especialmente fósforo y nitrógeno. Esto les proporciona del 70 al 95% de sus necesidades alimenticias. El resto lo obtienen atrapando plancton y materia disuelta en la columna de agua.
En este último caso, el género tiene especies con una enorme capacidad autotrófica, esto es, que tienen la habilidad de captar simples sustancias inorgánicas, como por ejemplo el dióxido de carbono, y transformarlas en sustancias orgánicas para su nutrición.

## Reproducción
Este coral se reproduce sexualmente produciendo gametos que son liberados en la columna de agua, siendo la fertilización externa. Las larvas plánulas deambulan por la columna de agua hasta que se posan y fijan en el lecho marino, una vez allí se convierten en pólipos y comienzan a secretar carbonato cálcico para construir su esqueleto, o coralito. 
La formación de la colonia se lleva a cabo por un proceso de reproducción asexual por gemación, en el cual el pólipo se divide en dos o más hijos, y cada uno secreta cristales de carbonato de calcio (CaCO3), concretamente de aragonita, que son depositados debajo del tejido vivo para la formación del esqueleto, mientras que, por encima de éste se produce la comunicación entre los miembros de la colonia.
La reproducción asexual por fragmentación es muy común y, en ocasiones, es facilitada por la presencia de esponjas como Cliona sp., la cual puede influir en la forma de crecimiento del coral.

## Conservación
Aunque no hay información específica sobre la población de esta especie, la reducción general de los sistemas arrecifales y su sensibilidad al blanqueo coralino, producido, tanto por el cambio climático, como por la creciente contaminación de los océanos, sitúa a esta especie en el criterio de vulnerable. Dado el que, en un periodo de 3 generaciones, o 30 años, las poblaciones se han reducido.
Las medidas recomendadas por la Unión Internacional para la Conservación de la Naturaleza para la preservación de la especie, incluyen las investigaciones sobre su taxonomía, población, tendencias, ecología, estado de sus hábitats, resiliencia a las amenazas, establecimiento y gestión de áreas protegidas, y repoblación artificial.